# Giuseppe Nogari

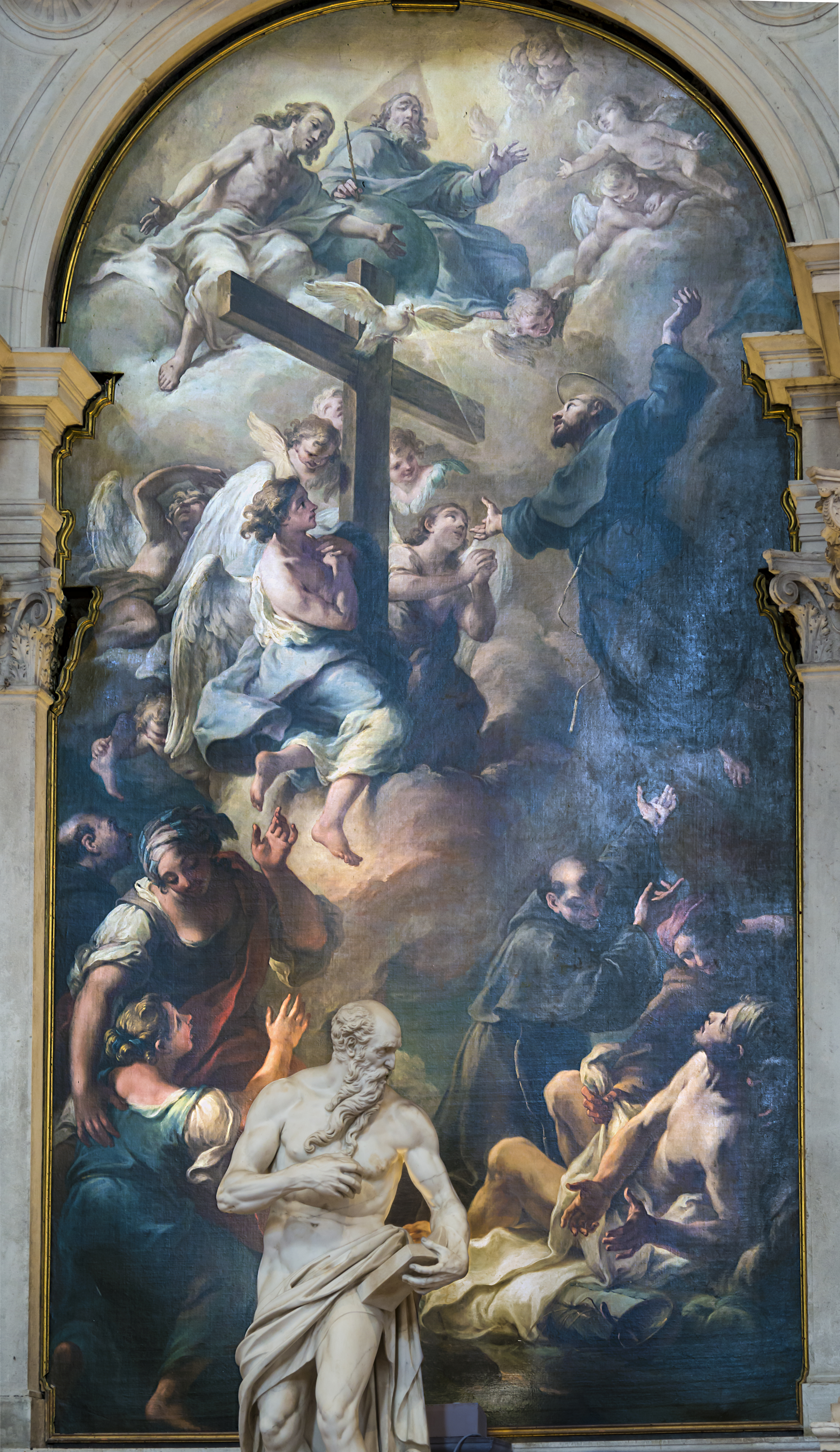
TIl Miracolo di San Giuseppe da Copertino

Giuseppe Nogari, född 1699, död 3 december 1766, var en venetiansk konstnär.
Nogari var elev till Antonio Balestra. Han var verksam i hemstaden Venedig samt vid hovet i Turin.